# Houston Texans 2010
La stagione 2010 degli Houston Texans è stata la nona della franchigia nella National Football League. I Texans venivano dalla prima stagione con un record di positivo, 9-7 nel 2009, mancando per un soffio i playoff. La squadra nel Draft NFL 2009 scelse il cornerback Kareem Jackson dall'Università dell'Alabama con la ventesima scelta assoluta. Prima del turno di pausa nella settimana 7, i Texans si trovavano su un record di 4-2, ma fece registrare un parziale negativo di 2-8 nelle dieci gare successive, terminando con un record di 6–10.
Il running back Arian Foster, dopo non essere stato scelto nel draft dell'anno precedente, nel 2010 guidò la NFL con 1.616 yard corse, dopo che nella prima stagione ne aveva accumulate 257 in sei gare.

## Draft NFL 2010

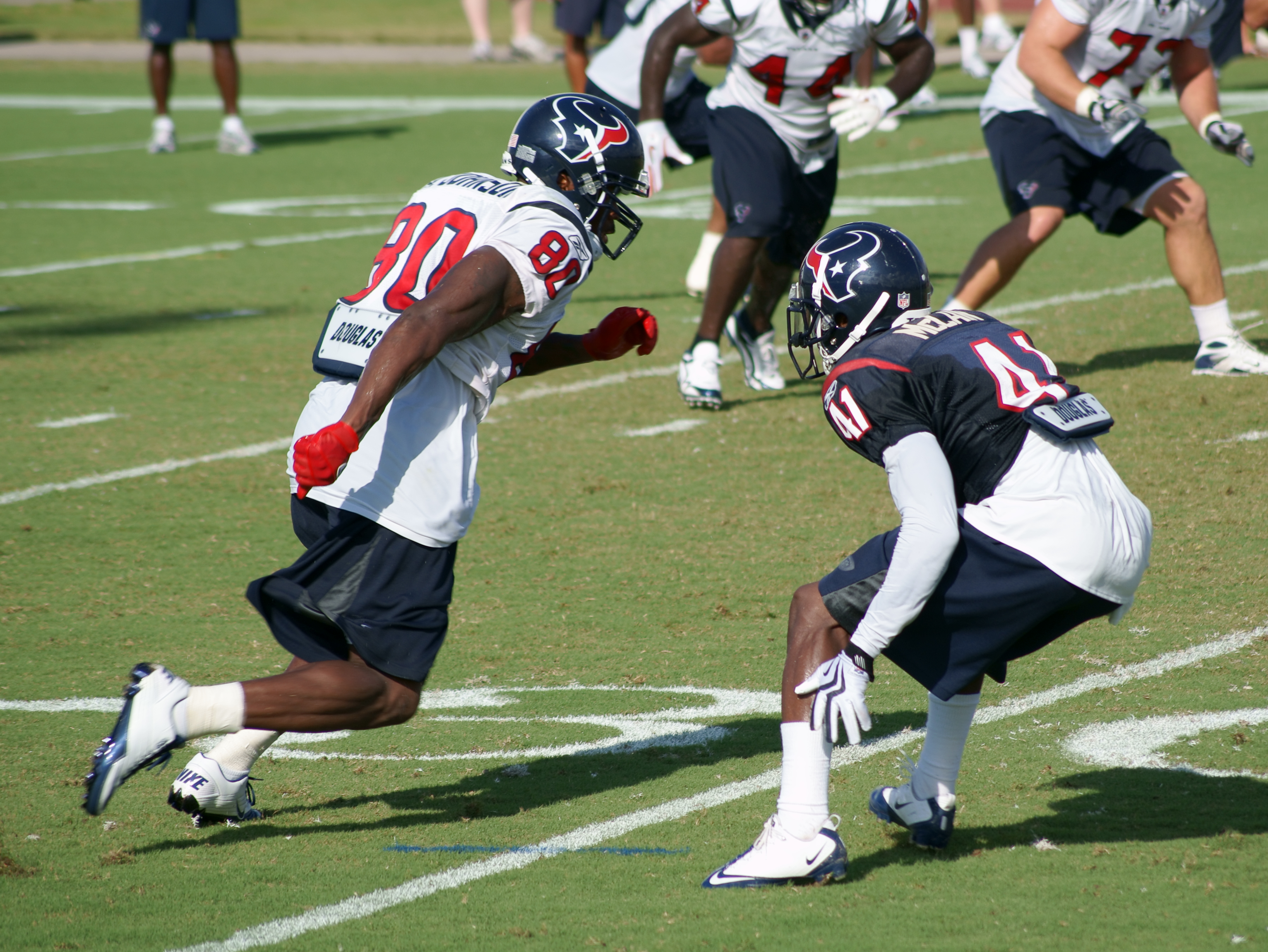
Andre Johnson (sinistra) e Brice McCain (destra) nel training camp 2010.

| Giro/Scelta            | Giocatore        | Ruolo            | College        |
| ---------------------- | ---------------- | ---------------- | -------------- |
| 1/20                   | Kareem Jackson   | Cornerback       | Alabama        |
| 2/58 (Da New England)  | Ben Tate         | Running back     | Auburn         |
| 3/81                   | Earl Mitchell    | Defensive tackle | Arizona        |
| 4/102 (Da Kansas City) | Darryl Sharpton  | Linebacker       | Miami (FL)     |
| 4/118                  | Garrett Graham   | Tight end        | Wisconsin      |
| 5/144 (Da Kansas City) | Sherrick McManis | Cornerback       | Northwestern   |
| 6/187                  | Shelley Smith    | Offensive guard  | Colorado State |
| 6/197 (Da San Diego)   | Trindon Holliday | Wide receiver    | LSU            |
| 7/227                  | Dorin Dickerson  | Tight end        | Pittsburgh     |

## Roster
| Roster degli Houston Texans nella stagione 2010 |
| --- |
| Quarterback - 9 Matt Leinart - 7 Dan Orlovsky - 8 Matt Schaub Running Back - 23 Arian Foster - 44 Vonta Leach FB - 20 Steve Slaton - 32 Derrick Ward Wide Receiver - 89 David Anderson - 19 Dorin Dickerson - 80 Andre Johnson - 12 Jacoby Jones - 83 Kevin Walter Tight End - 86 James Casey TE - 81 Owen Daniels - 85 Joel Dreessen - 88 Garrett Graham Offensive Linemen - 65 Mike Brisiel G - 78 Rashad Butler T - 62 Antoine Caldwell G - 55 Chris Myers C - 71 Shelley Smith G - 74 Wade Smith T - 64 Kasey Studdard G - 73 Eric Winston T Defensive Linemen - 95 Shaun Cody DT - 77 Ryan Denney DE - 92 Earl Mitchell DT - 72 Jesse Nading DE - 99 Adewale Ogunleye DE - 97 Frank Okam DT - 91 Amobi Okoye DT - 94 Antonio Smith DE - 90 Mario Williams DE Linebacker - 52 Xavier Adibi LB - 57 Kevin Bentley LB - 54 Zac Diles OLB - 53 David Nixon OLB - 59 DeMeco Ryans MLB - 51 Darryl Sharpton LB Defensive Back - 34 Dominique Barber FS - 25 Kareem Jackson DB - 21 Brice McCain CB - 22 Sherrick McManis CB - 28 Antwaun Molden CB - 33 Troy Nolan S - 31 Bernard Pollard SS - 29 Glover Quin CB - 30 Jamar Wall CB - 26 Eugene Wilson FS Special Team - 4 Neil Rackers K - 1 Matt Turk P - 46 Jon Weeks LS Lista delle riserve - 98 Connor Barwin DE - 50 Darnell Bing OLB - 76 Duane Brown T - 93 Tim Bulman DE [ - 56 Brian Cushing OLB - 11 André Davis WR - 45 Justin Griffith FB - 87 Anthony Hill TE - 16 Trindon Holliday WR - 84 Trey Stross WR - 43 Ben Tate RB Squadra di allenamento - 58 Isaiah Greenhouse OLB - 74 Brett Helms C - -- Chris Ogbonnaya - 70 Cole Pemberton OT - 67 Malcolm Sheppard DT - -- Derrick Townsel - 15 Bobby Williams WR - -- Torri Williams DB 52 attivi, 19 inattivi, 8 nella squadra di allenamento, 0 free agent |
| Legenda - I rookie sono in corsivo. - Il primo ruolo è il principale mentre gli eventuali successivi indicano i ruoli secondari. - (IR) sta per Injured Reserve ed indica la lista ristretta per un solo giocatore infortunato che può tornare ad allenarsi dopo la settimana 6 e a rientrare in prima squadra dopo che questa ha giocato 8 partite. - (NF-Inj.) / (NF-Ill.) stanno rispettivamente per Non-Football Injured e Non-Football Illness ed indicano le liste dove viene inserito un giocatore che ha un infortunio o una malattia non dipendente dal football americano. - (PUP) sta per Physically Unable to Perform ed indica la lista dove viene inserito un giocatore mentre è in attesa di recuperare la condizione fisica. Nella stagione regolare dopo la sesta partita giocata dalla propria squadra, il giocatore ha tempo tre settimane per riprendere ad allenarsi, più tre settimane aggiuntive dal suo rientro agli allenamenti per rientrare in prima squadra. |

## Calendario
| Turno | Data               | Ora                | Avversario             | Risultato          | Risultato          | Stadio                          | TV                 | Tabellino          |
| Turno | Data               | Ora                | Avversario             | Punteggio          | Record             | Stadio                          | TV                 | Tabellino          |
| ----- | ------------------ | ------------------ | ---------------------- | ------------------ | ------------------ | ------------------------------- | ------------------ | ------------------ |
| 1     | 12/9               | 12:00 p.m. CDT     | Indianapolis Colts     | V 34–24            | 1–0                | Reliant Stadium                 | CBS                | Recap              |
| 2     | 19/9               | 3:15 p.m. CDT      | @ Washington Redskins  | V 30–27 (DTS)      | 2–0                | FedExField                      | CBS                | Recap              |
| 3     | 26/9               | 12:00 p.m. CDT     | Dallas Cowboys         | S 13–27            | 2–1                | Reliant Stadium                 | Fox                | Recap              |
| 4     | 3/10               | 3:05 p.m. CDT      | @ Oakland Raiders      | V 31–24            | 3–1                | Oakland-Alameda County Coliseum | CBS                | Recap              |
| 5     | 10/10              | 12:00 p.m. CDT     | New York Giants        | S 10–34            | 3–2                | Reliant Stadium                 | Fox                | Recap              |
| 6     | 17/10              | 12:00 p.m. CDT     | Kansas City Chiefs     | V 35–31            | 4–2                | Reliant Stadium                 | CBS                | Recap              |
| 7     | Settimana di pausa | Settimana di pausa | Settimana di pausa     | Settimana di pausa | Settimana di pausa | Settimana di pausa              | Settimana di pausa | Settimana di pausa |
| 8     | 1/11               | 7:30 p.m. CDT      | @ Indianapolis Colts   | S 17–30            | 4–3                | Lucas Oil Stadium               | ESPN               | Recap              |
| 9     | 7/11               | 12:00 p.m. CST     | San Diego Chargers     | S 23–29            | 4–4                | Reliant Stadium                 | CBS                | Recap              |
| 10    | 14/11              | 12:00 p.m. CST     | @ Jacksonville Jaguars | S 24–31            | 4–5                | EverBank Field                  | CBS                | Recap              |
| 11    | 21/11              | 12:00 p.m. CST     | @ New York Jets        | S 27–30            | 4–6                | New Meadowlands Stadium         | CBS                | Recap              |
| 12    | 28/11              | 12:00 p.m. CST     | Tennessee Titans       | V 20–0             | 5–6                | Reliant Stadium                 | CBS                | Recap              |
| 13    | 2/12               | 7:20 p.m. CST      | @ Philadelphia Eagles  | S 24–34            | 5–7                | Lincoln Financial Field         | NFLN               | Recap              |
| 14    | 13/12              | 7:30 p.m. CST      | Baltimore Ravens       | S 28–34 (DTS)      | 5–8                | Reliant Stadium                 | ESPN               | Recap              |
| 15    | 19/12              | 12:00 p.m. CST     | @ Tennessee Titans     | S 17–31            | 5–9                | LP Field                        | CBS                | Recap              |
| 16    | 26/12              | 3:05 p.m. CST      | @ Denver Broncos       | S 23–24            | 5–10               | INVESCO Field at Mile High      | CBS                | Recap              |
| 17    | 2/1                | 3:15 p.m. CST      | Jacksonville Jaguars   | V 34–17            | 6–10               | Reliant Stadium                 | CBS                | Recap              |